# Benoit Regismanset
Pour les articles homonymes, voir Regismanset.
 Benoit Regismanset , né le 5 juillet 1768 à Carcassonne (Aude), mort le 8 juin 1849 à Paris, est un militaire français de la Révolution et de l’Empire.

## États de service
Il entre en service le 2 mars 1786, comme soldat dans le régiment du Médoc, puis il devient caporal le 18 mars 1788, sergent-fourrier le 1er juin 1789, et sergent-major le 11 juin 1792. Il fait les campagnes de 1792 et 1793, aux armées des Alpes et Italie, où il est blessé d’un coup de feu à la jambe gauche à l’affaire de Raous le 12 juin 1793.
Le 18 août 1793, il est nommé adjoint à l’état-major de l’armée des Pyrénées orientales, où il sert avec distinction pendant les guerres de l’an II et de l’an III. Le 25 février 1794, il passe avec le grade d’adjudant-major dans le 3e bataillon de volontaires des Pyrénées orientales, devenu 5e demi-brigade d’infanterie légère, et le 1er mai 1794, à la tête des grenadiers des Hautes-Alpes, il s’empare de la redoute du Plat-d’Alçey, que défendent les Espagnols, et dans laquelle il entre le premier. Le 19 mai 1794, il fait à lui seul, prisonnier 3 gardes wallonnes, et le 2 août suivant il est nommé chef de bataillon.
De l’an IV à l’an V, il est employé à l’armée d’Italie, et le 8 janvier 1797, au combat de Bevilacqua, il s’élance le premier sur le pont de ce village malgré le feu intense de l’ennemi, et facilite par son courage le passage des troupes françaises. En l’an VI, il sert successivement aux armées Angleterre, de Mayence et d’Helvétie, avant de retourner à l’armée d’Italie, où il fait les campagnes de l’an VII à l’an IX. 
Chargé du commandement d’un bataillon de grenadiers et de carabiniers réunis, il sauve le 19 juin 1799, à la bataille de Trebbia la division Montrichard, qui est refoulée par des forces supérieures. Avec son seul bataillon, il contient l’ennemi qui veut prendre par le flanc la division Olivier, et il l’empêche de passer la rivière. À Ponte-Rubiera le 23 juin suivant, il arrête avec le même bataillon une colonne de 8 000 ennemis, et soutient la retraite de l’armée pendant toute la journée sous une grêle de balles. Le 15 août 1799, lors de la Bataille de Novi il est blessé d’un coup de feu au bras droit. Les Autrichiens ont culbuté, en perçant les lignes, la 5e légère, ainsi que les 34e et 80e de ligne, lorsqu’à la tête de 5 compagnies et sous les yeux du général en chef, il s’élance sur l’ennemi avec tant d’impétuosité qu’il le force à une retraite précipitée, lui fait 800 prisonniers, reprend 3 pièces de canon et facilite par ce coup hardi le ralliement des troupes dispersées. 
En 1800, il fait partie des braves qui se trouvent enfermés dans Gênes sous les ordres de Masséna, et le 2 mai 1800, lors d’une sortie il seconde si bien les efforts de la division Gazan, qu’il mérite devant toute l’armée, les témoignages les plus flatteurs de la part des généraux Masséna, Gazan et Cassagne. Il a reçu un coup de feu dans la poitrine lors de ce combat, et le 20 mai suivant il reçoit son brevet de chef de brigade de la 5e légère sur le champ de bataille, et passe au commandement du 19e régiment d’infanterie de ligne. 
Rentré en France après la paix, il est fait chevalier de la Légion d’honneur le 11 décembre 1803,  officier de l’ordre le 14 juin 1804, et membre du collège électoral du département de l’Eure. De l’an XIII à 1806, il sert à l’armée de Hanovre, et en 1807, il rejoint la Grande Armée. Il est fait commandeur de l’ordre du mérite militaire de Bade le 30 novembre 1807, et il est créé baron de l’Empire le 10 juin 1808
En 1809, il fait la campagne d’Allemagne, et le 18 août 1809, il devient commandant supérieur de la place de L’Ecluse. Il est mis en congé de non activité le 27 février 1810, et le 9 juillet 1812, il est rappelé au commandement supérieur de la presqu’île de Monte Argentario, qu’il conserve jusqu’au 1er juin 1814. Il est admis au traitement de non activité le 1er septembre 1814, et il est fait chevalier de Saint-Louis le 17 janvier 1815.
Pendant les Cent-Jours, il est employé le 30 avril 1815, comme commandant supérieur de la place de Béthune. Mis en demi-solde lors de la seconde restauration, il est admis à la retraite le 20 mars 1818, et il est promu maréchal de camp honoraire le 29 juillet 1818.
Il meurt le 8 juin 1849, à Paris.

## Dotation
- Le 17 mars 1808, donataire d’une rente de 4 000 francs sur les biens réservés en Westphalie.

## Armoiries
| Figure | Nom du baron et blasonnement |
| ------ | --- |
|        | Armes du baron Benoit Regismanset et de l'Empire, décret du 19 mars 1808, lettres patentes du 10 juin 1808, officier de la Légion d'honneur D'azur; au piédestal d'or supportant un buste antique de même marqué de la lettre N entourée d'une guirlande de sinople; quartier des barons sortis de l'armée. Livrées : les couleurs de l'écu; le verd dans les bordures seulement. |

## Sources
- A. Lievyns, Jean Maurice Verdot, Pierre Bégat, Fastes de la Légion-d'honneur, biographie de tous les décorés accompagnée de l'histoire législative et réglementaire de l'ordre, Tome 3, Bureau de l’administration, 1844, 529 p. (lire en ligne), p. 450.
- « Cote LH/2284/3 », base Léonore, ministère français de la Culture
- Antoine Jay, Etienne de Jouy et Jacques Marquet de Norvins, Biographie nouvelle des contemporains ou dictionnaire historique et raisonné de tous les hommes qui, depuis la Révolution française ont acquis de la célébrité par leurs actions…, tome 17, Paris, librairie historique, janvier 1827, 508 p. (lire en ligne), p. 326.
- « La noblesse d’Empire » (consulté le 28 mai 2016)
- Vicomte Révérend, Armorial du premier empire, tome 4, Honoré Champion, libraire, Paris, 1897, p. 121.
- Charles Théodore Beauvais et Vincent Parisot, Victoires, conquêtes, revers et guerres civiles des Français, depuis les Gaulois jusqu’en 1792, tome 26, C.L.F Panckoucke, janvier 1822, 414 p. (lire en ligne), p. 156.